# Dream Girls
《Dream Girls》(드림 걸스)는 걸그룹 아이오아이의 데뷔앨범 《Chrysalis》의 타이틀곡이다.